# Болтенко Михайло Федорович
Миха́йло Фе́дорович Болте́нко (*14 вересня 1888, Осовець — †6 травня 1959, Одеса) — український археолог і філолог. Дійсний член Одеського товариства історії та старожитностей з 1913 року. Хранитель та директор Одеського історико-археологічного музею.

## Життєпис
М. Ф. Болтенко народився у 1888 році в місті Осовець Гродненської губернії (нині Підляське воєводство Польщі).
До 1907 року навчався у 2-й одеській гімназії.
В 1912 році  закінчив історико-філологічний факультет  Новоросійського університету.
З 1909 року почав працювати в Одеському історико-археологічному музеї.
В 1921 - 1923 роках викладав в Одеському інституті народної освіти.
Був одним із засновників Всеукраїнської наукової  асоціації сходознавства (ВУНАС), яка існувала  у 1926 - 1930 роках.
У 1930 - 1933 роках був директором Одеського історико-археологічного музею.
У січні 1934 року був заарештований та засуджений на 5 років перебування у виправному таборі.
Після звільнення у 1939 році повернувся до Одеси і до серпня 1941 року працював в Одеському державному університеті старшим викладачем, консультантом в історико-археологічному музеї.
У роки нацистської навали перебував в евакуації. Працював у колгоспі, вчителював.
З 1 вересня 1943 року  працював в Одеському університеті у Байрам-Алі.  8 квітня 1944 року рішення Вченої ради університету присуджений науковий ступінь кандидата історичних наук, а у листопаді 1944 року  присвоєно вчене звання доцента по кафедрі загального мовознавства.
У 1946 - 1947 роках  завідував кафедрою  стродавньої історії та археології Одеського університету.
Помер у 1959 році в Одесі.
Реабілітований у січні 1990 року.

## Наукова діяльність.
Був учасником розкопок давньогрецького поселення на острові Березань, античних міст Ольвії і Тіри. Проводячи розкопки у 1924, 1927, 1928, 1930, 1931 та 1933 роках на місці античних руїн Ольвії, виявив середньовічне поселення XIV століття. Дослідив пам'ятки на острові Березань у Чорному морі, завдяки чому довів гіпотезу про заселення острова ще до заснування давньогрецьких поселень, відкрив там давньоруські пам'ятки Х-ХІІІ століть, що підтверджують важливу роль острова в історії Київської Русі.
Досліджував Усатівське поселення. Під час проведення самостійної польової та дослідницької роботи у 1921 році  відкрив у с. Усатове Біляївського району Одеської області пам'ятку культури, яка отримала назву усатівської. Вніс вклад у вивчення життя скотарських племен прилиманних степів України на початку бронзової доби.
Разом із Андрієм Драгоєвим провів дослідження керамічного матеріалу з розкопок Ернста фон Штерна біля села Петрень.
Займався питаннями етнології народів східної Європи, порівнював давні письмові історичні джерела з археологічними та лінгвістичними знахідками.
У 1946—1949 році був старшим науковим співробітником відділу археології скіфсько-сарматських племен і античних міст Інституту археології АН УРСР.

## Праці
- Кераміка з Усатова/М. Ф. Болтенко. /Трипільська культура на Україні. - Вип. 1. -  К., 1926. - С. 8 - 30. http://irbis-nbuv.gov.ua/ulib/item/UKR0001798 [Архівовано 21 квітня 2019 у Wayback Machine.]
- До питання про час виникнення та назву давнішої йонійської оселі над Борисфеном/ М. Ф. Болтенко.// Вісник Одеської комісії краєзнавства. Секція археології, - 1930, - № 4 - 5;
- Стародавня руська Березань/ М. Ф. Болтенко. // Археологія. – 1947. – Т. І. – С. 39 - 51.
- Про назву острова Березань/ М. Ф. Болтенко. // Вісті Одеського державного університету. – 1949. – Т. 2. – Вип. 3. –  С. 35 - 38.
- Значение острова Березань в совместной борьбе братских великого русского и украинского народов за Черное море против турецких захватчиков/ М. Ф. Болтенко. // Праці Одеського державного університету. – 1954. – Т. 144. Серія: історичні науки. – Вип. 4. – С. 163 - 173.
- Исторические судьбы острова Березани / М. Ф. Болтенко. // Записки Одесского археологического общества. – 1960. – Т. І. – С. 38- 46.
- Стратиграфия и хронология Большого Куяльника/ М. Ф. Болтенко. // Материалы по археологии Северного Причерноморья.- Вып. 1. - Одесса, 1957. – С. 26 – 29.
- Новая надпись в честь Ахилла Понтарха/М. Ф. Болтенко. // Вопросы древней истории. - 1953, - № 4;
- Канкит ольвийского декрета в честь Протогена/ М. Ф. Болтенко. // Советская археология, - 1958. - Т. 28;
- Епіграфічні замітки: Проксенія херсонського громадянина, знайдена в Томі/ М. Ф. Болтенко.// Матеріали з археології Північного Причорномор'я». - 1959. - Вип.  2.

## Нагороди
- Медаль «За доблесну працю у Великій Вітчизняній війні 1941-1945 рр.».